# Дахно Федір Власович
Дахно́ Фе́дір Вла́сович (19 червня 1939, Пастирське, Смілянський район, нині Черкаська область — 4 травня 2019) — акушер-гінеколог, кандидат медичних наук (1976), доктор філософії (1994), професор (1997), заслужений діяч науки і техніки України (1994). Лауреат Державної премії України в галузі науки і техніки (2012).
Закінчив Одеський медичний інститут (1968). Працював лікарем; у Харківському медичному інституті (1972–83); завідувачем лабораторії репродукції людини Інституту проблем кріобіології і кріомедицини АНУ (Харків, 1983–91); очолював науково-медичний центр «Дорел ЛТД» (1991–92) та лабораторію «Дахно ЛТД» (1992–94) у Києві; від 1994 — директор Інституту репродуктивної медицини Укр. АН нац. прогресу (Київ); за сумісництвом — професор кафедри акушерства та гінекології № 1 Буковинської медичної академії (Чернівці, 1995–98). Розробляв допоміжні репродуктивні технології; досліджував андрологічні проблеми. Автор розділу та редактор книги «Бесплодие. Вспомогательные репродуктивные технологии» (Київ, 1995).
Федір Дахно знаний у світі науковець, який започаткував у нашій країні цілу епоху в репродуктивній медицині, був наставником та вчителем для не одного покоління українських лікарів. Його справедливо називали «батьком» дітей з пробірки. У 1991 році в Україні вперше народилася дитина, зачаття якої відбулося in vitro.